# ヒム・フォー・ザ・ウィークエンド
「ヒム・フォー・ザ・ウィークエンド」（Hymn for the Weekend）は、2016年1月25日に発売されたコールドプレイのシングル。発売元はParlophone Records、Atlantic Records（Warner Music Group）。

## 収録曲
1. Hymn For The Weekend [4:18]
Produced by Rik Simpson, Stargate, Digital Divide, Avicii
(作詞・作曲：Chris Martin, Jonny Buckland, Guy Berryman, Will Champion)
  - ボーカルにBeyoncéが参加。メンバーのGuy Berrymanによると、Chris Martinはパーティー・ソングを書きたがっており、「Drinks on me, drinks on me」というフレーズを使いたがっていたが、メンバーに「このバンドには似合わないよ」と否定された。どうしてもこの楽曲を制作したかったChrisは、世界観を変えるため歌詞を「Drink from me, drink from me」に変更し、Beyoncéにボーカルのオファーをすると、彼女は快諾。Beyoncéの歌唱を聴いたGuyは「信じられないほどプロフェッショナルだった」と絶賛している[17]。Chrisは「この楽曲は好きだが、"Drinks on me"を歌う方法がなかったんだ。そこで歌詞を"Drink from me"へ変えることによって、"天使からのドリンク"という考えになるんだ。そこでBeyoncéをオファーしたんだよ」と話している[18]。

## クレジット
- Beyoncé：Vocals
- The Regiment Horns：Brass
- Engineer：Bill Rahko, Miles Walker, Daniel Green, Robin Baynton
- Mixed by Rik Simpson (at Callanwolde Fine Arts Center, Atlanta)
- Mastered by Emily Lazar (at The Lodge, New York)

## 受賞・ノミネート
| 年     | 音楽賞                 | 賞                         | 結果       |
| ------ | ---------------------- | -------------------------- | ---------- |
| 2017年 | ブリット・アワード2017 | ブリティッシュ・シングル賞 | ノミネート |